# Inga-Britt Fredholm
Inga-Britt Margareta Fredholm, född Pütter den 25 april 1923 i Karl Johans församling i Kungsladugård, Göteborg, död 28 mars 2014 i Krokslätt, Göteborg, var en svensk sekreterare, författare och arkivarie. Under drygt tio år var hon litterär sekreterare och medresenär åt Evert Taube i Sverige, Frankrike och Argentina. Hon samlade och sammanställde Taubes berättelser för Bonniers och medverkade sammanlagt i ett tjugotal verk om nationalskalden.

## Biografi

### Barndom och uppväxt
Inga-Britt Fredholm var dotter till köpmannen Adolph Pütter och hans hustru Margarete Pütter, född Wippermann. Inga-Britt Fredholm hade anknytning till Örgryte i Göteborg. Där hade hennes farfar, som var grosshandlare, uppfört den stora Villa Daltorp, vilken gav namn åt Daltorpsgatan i Bö. Som späd flyttade hon tillsammans med sin tvillingbror Hanz med familjen till Berlin. Där fick hon sin grundutbildning i tyska flickskolor.

### Utbildning, praktik och giftermål
Familjen återvände 1934 till Göteborg och Inga-Britt Fredholm fortsatte sin skolgång i Mathilda Halls skola och kom så att bli helt tvåspråkig. Som utbildad sekreterare med kunnighet i stenografi, franska och engelska anställdes hon vid Förenta nationerna i Genève under två år. Där var hon bland annat medarbetare till Gunnar Myrdal under dennes tid som generalsekreterare inom Economic Commission of Europe (ECE) mellan åren 1947 och 1957. Inga-Britt Fredholm var gift med ingenjör Gösta Fredholm, född i Uppåkra, från 1954 och till dennes död 1959 i Vasa församling, Göteborg.

### Mötet med Evert Taube

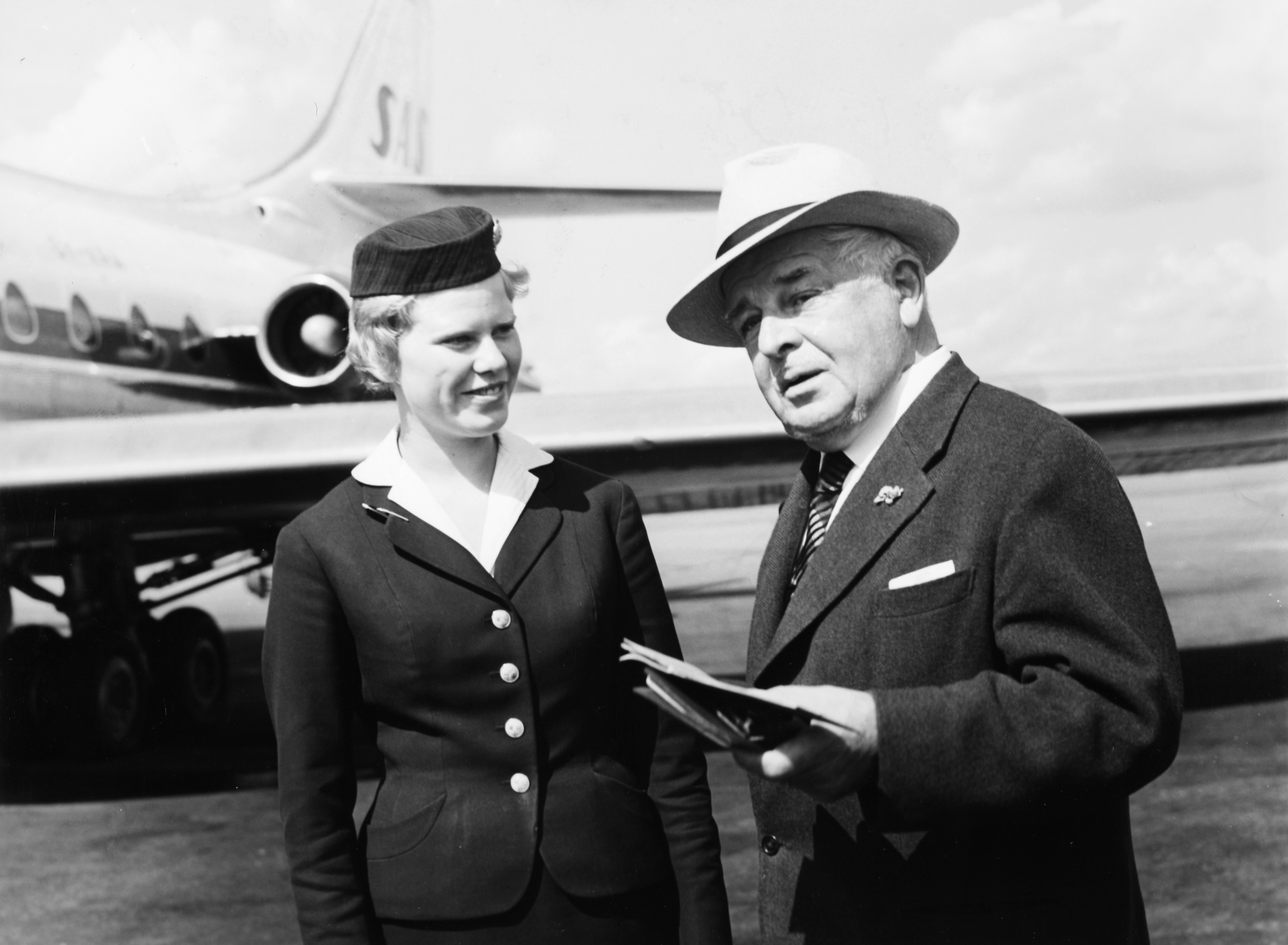
Evert Taube tas emot av en flygvärdinna inför en resa i mitten av 1960-talet med SAS och en jetdriven DC-9.

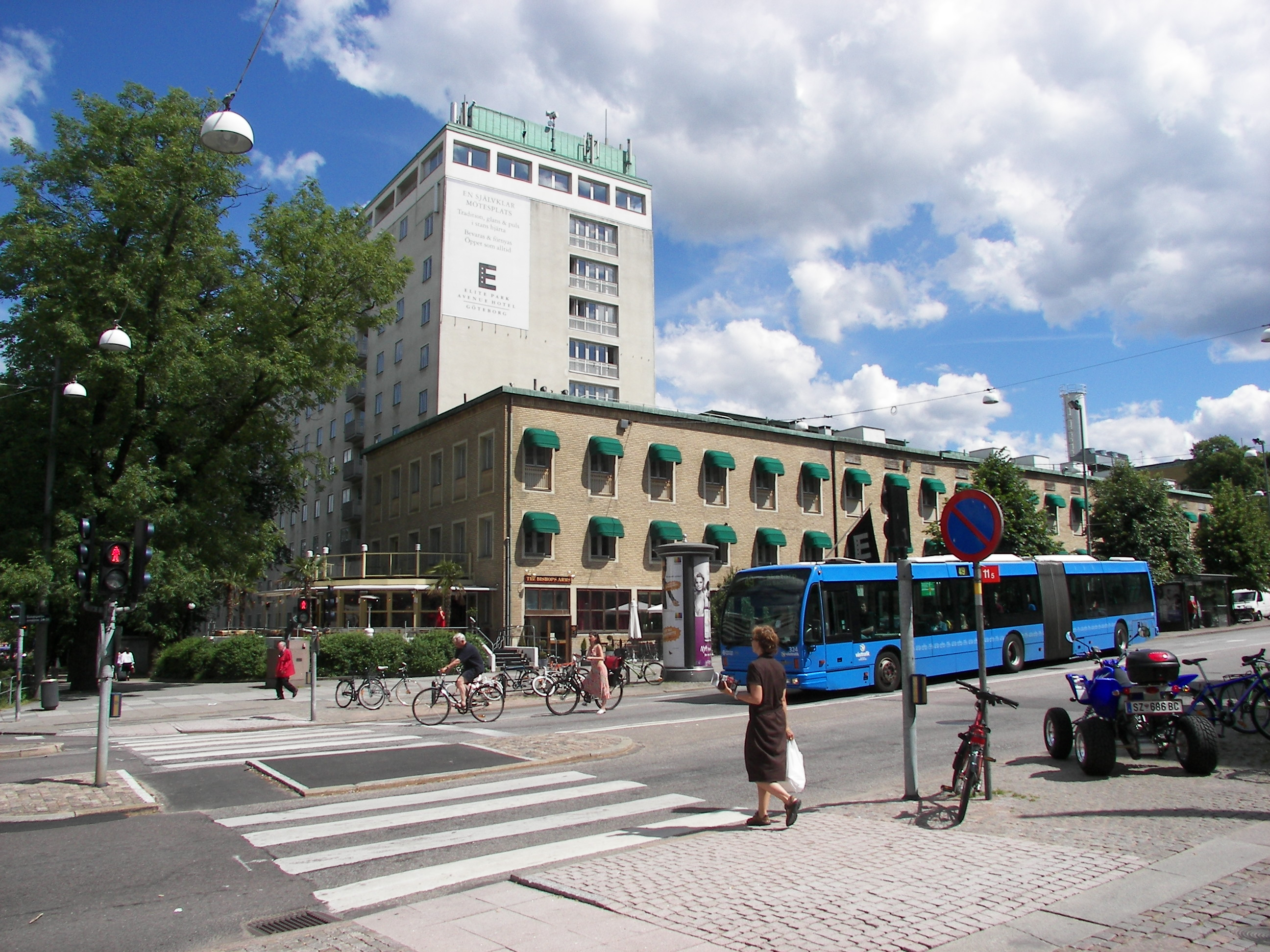
Park Avenue Hotel i Göteborg där Evert 1958 utfört väggmålningar i den stora balsalen.

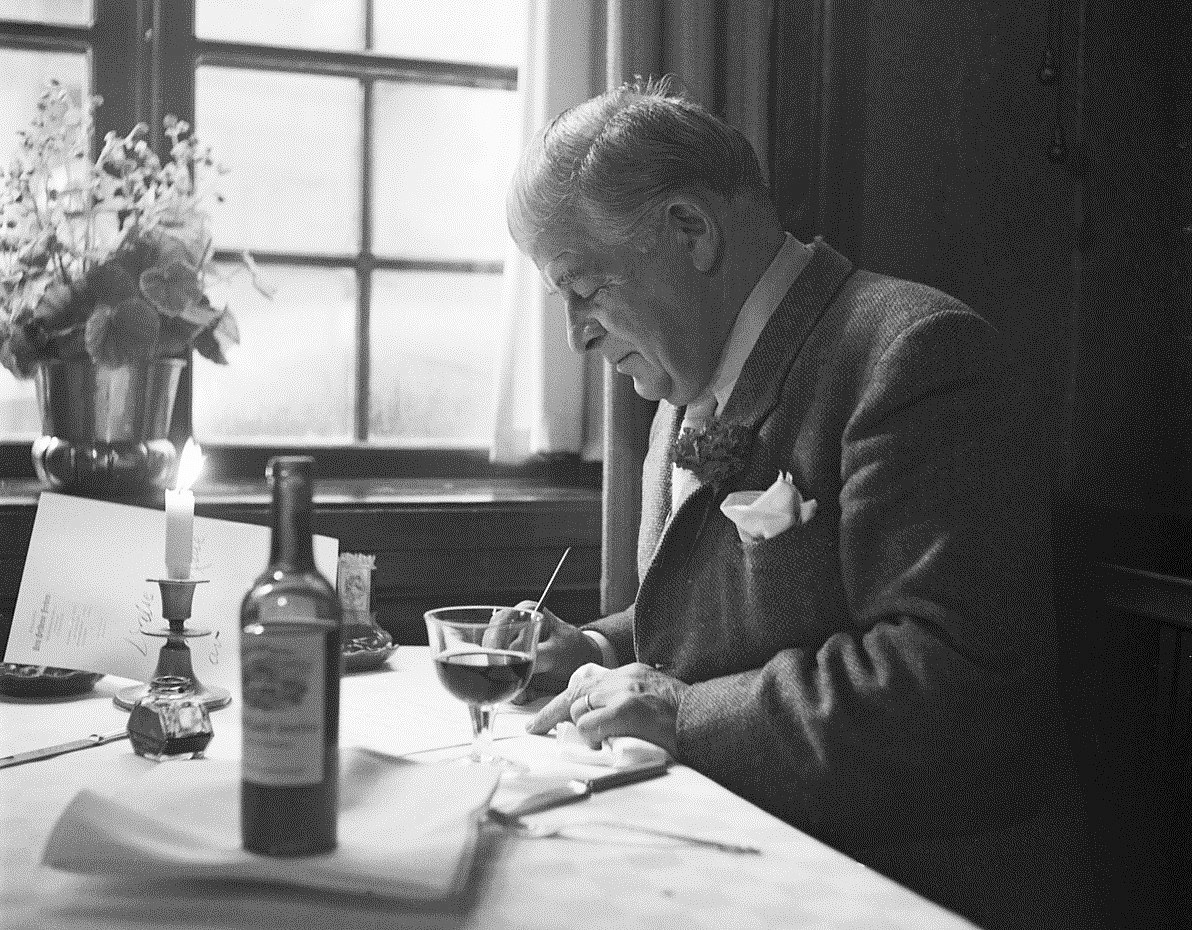
Evert Taube med ett glas rödvin vid sitt stambord i skänkrummet på Den Gyldene Freden. Foto från 1951 av K.W. Gullers.

Tillbaka i Göteborg blev hon anställd som sekreterare vid Park Avenue Hotel, där hon bistod med hjälp åt många av hotellets världsberömda gäster. Där mötte hon 1962 Evert Taube och kom därefter, att bli hans litterära sekreterare i mer än tio år. Hon gjorde under mitten av 1960-talet arbetsresor tillsammans med honom till Antibes i Frankrike och följde även med honom på resan till Argentina. Om denna tidsperiod skulle hon senare själv skriva en bok, ”Tänk, inspirera herr Andersson”: glimtar från mina arbetsår med Evert Taube" (1990), och en skrift "Ett sällsamt farväl: essay till Evert Taubes 103-årsdag" (1993).
Tillsammans med Astri Taube skrev hon redan 1964 "Vid tiden för Astri och Apollon: okända dikter och berättelser". Under de följande åren sammanställde hon skaldens berättelser, vilka gavs ut i åtta volymer under den gemensamma titeln Samlade berättelser med tillhörande visor och ballader, (1966—67).
Hon har även skrivit två bildbiografier om Evert Taube: ”När jag var en ung caballero: en bildbiografi” (1970) och ”Kom i min famn: Evert Taube 1920-1971 : en bildbiografi” (1972). Dessa utgör endast ett urval av de verk om Evert Taube, som hon på ett eller annat sätt bidragit till. 
Förvärv till Göteborgs universitetsbibliotek för Inga-Britt Fredholms papper i Evert Taubes arkiv har därefter skett vid flera tillfällen 1998–2001 och senast 2019.

### Georg Svenssons "Minnen och möten"
Georg Svensson, som var Evert Taubes och Inga-Britt Fredholms förläggare på Bonniers förlag, skrev så här i sina memoarer "Minnen och möten":
| ”                                                  | Han hade också turen att på hotellet finna en skicklig sekreterare att diktera för, Inga-Britt Fredholm, som var en hängiven Taubebeundrare. Hon visade sig vara ett fynd, för denna dam hade också en redaktionell begåvning och en förmåga att ur Taubes enorma, men synnerligen oordnade arkiv av manuskript och brev vaska fram den ena boken efter den andra. Hennes verkliga bedrift var att redigera vår (Bonniers) urvalsupplaga av Taubes arbeten på prosa. Denna utgivning fastställde definitivt hans storhet också som prosaförfattare… | „ |
| – Minnen och möten: ett liv i bokens tjänst (1987) | |   |

## Minnet av Evert Taube
Inga-Britt Fredholm var aktiv som medlem i Kulturminnesföreningen Otterhällan från början av 1990-talet. Hon utsågs även till kultursekreterare och hedersmedlem i föreningen. Under flera år ordnade hon med program om Evert Taube i anslutning till dennes födelsedag den 12 mars.
Ett annat långvarigt engagemang för henne var dokumentation och inspiration inför öppnandet 2008 av upplevelseattraktionen Evert Taubes värld på nöjesparken Liseberg.

## Familjens valspråk och Inga-Britt Fredholms död

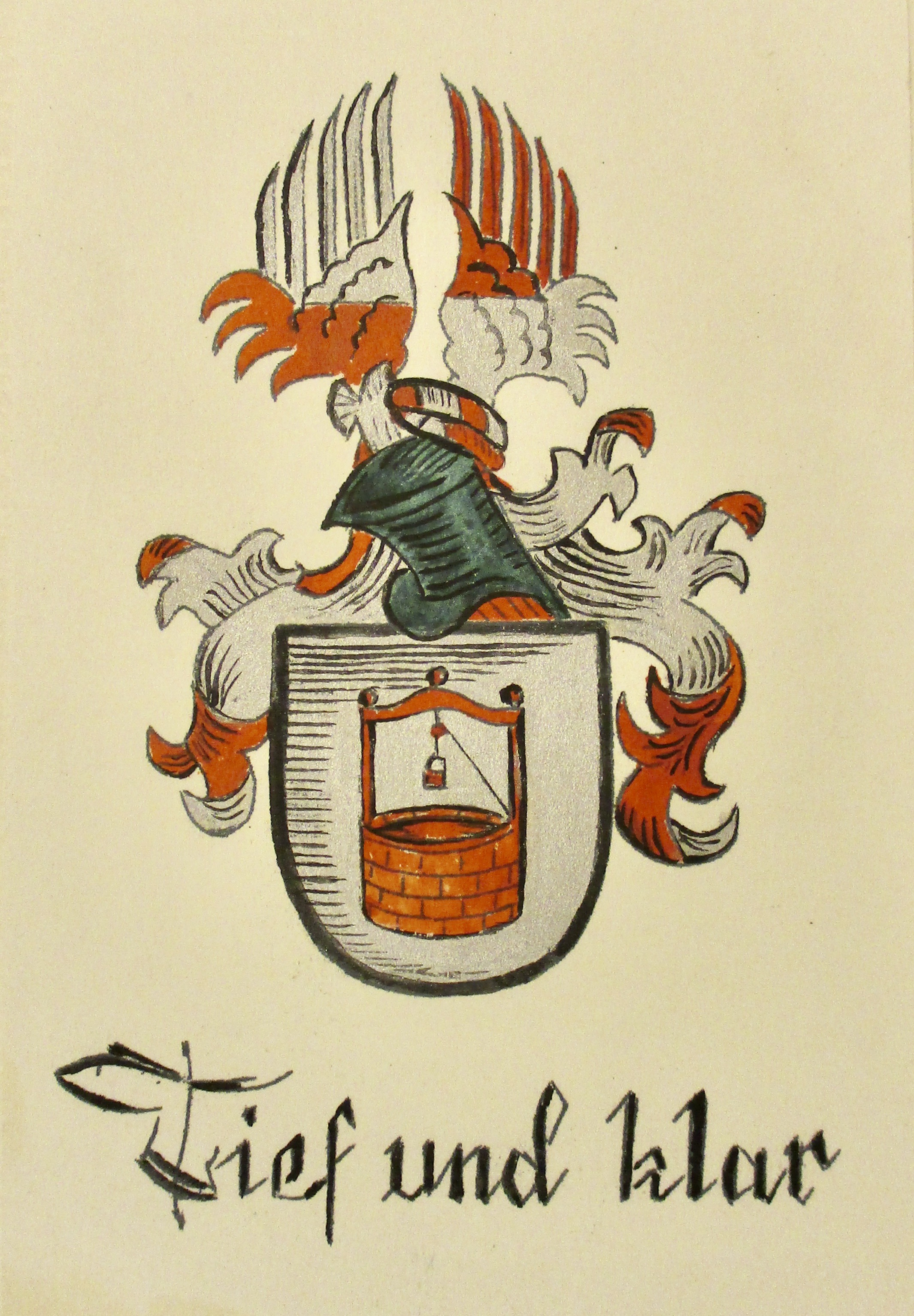
Familjen Pütters släktvapen och valspråk med anor från 1700-talet och Johann Stephan Pütter.

Familjen Pütter förde i sitt släktvapen en källa med valspråket ”Tief und klar” (Djup och klar). Detta valspråk genomsyrade Inga-Britt Fredholms hela liv och gärning. När hon avled i mars 2014 skedde jordfästningen i Örgryte gamla kyrka. Hon är begravd i familjegraven på Örgryte nya kyrkogård. Hennes dödsannons publicerades i Göteborgs-Posten, Svenska Dagbladet och Dagens Nyheter i april 2014. 
Här fanns även en dikt av Evert Taube, som ibland omtalas som Taubes sista. Den finns med i boken "Vid tiden för Astri och Apollon", som kom ut 1964.
Med vilken ömhet man kan famna minnen

som, om de kläds i ord, står sorgset blyga

och liksom vädjar milt till våra sinnen

att åter in i tystnaden få smyga.
- ur "Minnet och tystnaden" (1971)